# Felix (film)
Felix je slovenski dramski film iz leta 1996. 
Je prvi slovenski film, ki se je ukvarjal z vojno za Slovenijo in tudi prvi, ki je dobil podporo Filmskega sklada RS. S strani potencialnih tujih distributerjev je bil označen za otroškega. Režiser Šprajc je zanikal, da bi film učil o vojni v Sloveniji. Hotel je pokazati reakcijo ljudi na vojno in pa to, da se ni zgodila samo v Sloveniji, ampak tudi v Evropi.
Film je bil slovenski predlog za nominacijo za oskarja za najboljši tujejezični film na 69. podelitvi oskarjev.
Redno kinodistribucijo so po enih virih preprečili mednarodni vlagatelji zaradi neplačevanja, po drugih pa Dušan Jovanović, ki je v imenu avtorske ekipe od producenta zahteval izpolnitev pogodbenih obveznosti. Film je bil prikazan le na nekaterih festivalih, nato pa je izginil. Na predstavitvi na ljubljanskem festivalu Film Art Fest leta 1996 je bil izžvižgan.

### Zgodba
Civilisti se 26. junija 1991 znajdejo ujeti na visoki kraški planoti zaradi nasprotnih vojska in prevrnjene cisterne turškega tovornjaka. Med njimi so šolski avtobus z enajstletnim dečkom Felixom, njegovimi sošolci in učiteljico Jasno, ki se vračajo z izleta v Postojnski jami ter primitivnim nacionalističnim šoferjem Janezom, madžarski cirkusanti s temnopolto prostitutko, histerična štajerska družina z nosečo hčerjo, ki hiti na poroko v Maribor, prepotentni italijanski lovec, romunski tovornjakarji, pobožna družina Baskov, ki gre s hromim dekletom v Medžugorje, tiha dunajska znanstvenica s človeško ribico v hladilni torbi, slovenski oficir Jugoslovanske vojske s panično ženo, neodločni poveljnik TO in JLA-jev mačo. Čas si krajšajo s cirkuškimi zabavami, seksom, ježo konjev, peko odojka in plesom. Med Feliksom, Jasno in dreserjem Miletom se spletejo čustvene vezi. Na koncu kolono napade letalo in med žrtvami sta tudi Jasna in Mile.

## Financiranje in produkcija
Projekt je ocenjen na 206.549.475 tolarjev (861.916 evrov). Producirala sta ga Oko film in Visio v koprodukciji s pariškim Compagnie des films, skopskim Vardar filmom in zagrebškim Jadran filmom. Filmski sklad RS je prispeval približno 70 odstotkov, ostalo francoski koproducent, makedonski in hrvaški koproducent pa sta prispevala predvsem tehnično opremo in kamermane.
Film je bil posnet leta 1995, večinoma na Nanosu. Med lokacijami so omenjali še Dunaj, Trst, Koper, Postojnsko jamo in Ljubljano. Za snemanje so v desetih dneh postavili provizorično kraško kmetijo z orodjem in kokošmi, ki jo uniči bombni napad. Pritrdili so jo z žicami, da je ni odpihnila burja. Bila je iz stiropora in lesa, streha pa iz plastike. Mraz je motil igralce, ki so morali biti glede na zgodbo v poletnih oblačilih.

## Kritike
Ženja Leiler (Delo) je filmu očitala, da ne govori o slovenski osamosvojitveni vojni ali o pogledu nedolžnega otroka na absurdnost vojne, da nima vojnega ali protivojnega sporočila ter da sploh ne ve, o čem bi bil. Like je označila za klovnijado, polno klišejev in diletantskih poenostavitev. Zdelo se ji je, da dogodka ne jemljejo resno in se obnašajo, kot da je cesta zaprta zaradi cestnih popravil. Epizodne parodije je videla kot ponesrečen poskus preseganja prazne dramaturške šablone, saj se sprevržejo v mučno grotesko, ki jo generirata nasilna predozacija fellinijevske atmosfere in razpadajoča zgodba. Letalski napad se ji ni zdel utemeljen. Žal ji je bilo za igralce, ki iz stereotipnih likov niso mogli ustvariti pravih vlog. Glasbo, ki je posnemala francoske harmonikarske kabarejske viže, je označila za šablonsko. Med neumne prizore je uvrstila dunajsko znanstvenico, ki na začetku filma na zemljevidu s povečevalnim steklom išče Postojnsko jamo, in pa »antologijsko« smrt Jasne, ki se v maniri komsomolskega patosa, v rdeči obleki in s krvjo na trpečem obrazu, teatralično vrže na tla.
Simon Popek (Delo) je film raztrgal kot nevrednega pozornosti in oznake »film«. Pozval je h kritični presoji dela komisij, ki podpirajo slabe projekte. Boža Šprajca je označil za genija, ker je kljub svoji nesposobnosti dobival denar za filmske projekte, na koncu pa še kandidaturo za oskarja. Sam bi mu dal oskarja za najboljšo prevaro.
Živa Emeršič (takratna urednica oddaje Gremo v kino na Radiu Slovenija) je filmu očitala pretencioznost, dramaturško zmedenost, banalne in naključno nanizane epizode, obrtniško revščino, nedomišljen scenarij in votlo režijo. Namesto cirkuške šlamastike si je želela videti človeško stisko ob soočenju z vojno. Ugotovila je, da ustanovitev sklada ni rešila ničesar in da za nekatere še vedno veljajo stara pravila.
Max Modic se je posmehoval trditvi režiserja Šprajca, da je njegov film civilizacijski dosežek. Označil ga je za klinično mrtvega, stupidnost, potrato dveh milijonov mark davkoplačevalskega denarja, »prosti spis iz tovarniškega filma, ki sanja o Prešernovi nagradi za najboljši roman«, »topoumno manifestacijo prevzetnosti in pristranosti samozvanih filmskih avtorjev, mastodontov socialistično samoupravnega pristopa do snemanja filmov« in »najbolj gnojno rano na patološko nesposobnem telesu domačega filma, ki že dolgo vpije po radikalni terapiji«. Bal se je, da je prihodnost slovenske kinematografije na psu. Institucijam, ki so ta film podprle, je očital naivnost. Spraševal se je, kako lahko kdo pričakuje, da bo film, ki ne spoštuje davkoplačevalcev in gledalcev, spoštoval udeležence desetdnevne vojne.
Matjaž Zajec (takratni urednik tujih igranih programov na TVS) je napisal, da film ni neponovljiv in enkraten prikaz osamosvojitvene vojne, da ni več koprodukcija ter da mu politika ni bila nenaklonjena. Označil ga je za rezultat producentske nekompetentnosti in ustvarjalne trme. Menil je, da je Felix najboljši film režiserja Šprajca, kar pa je premalo, da bi zadostilo napihnjeni pretencioznosti, ki se je oprijela tega filma.

## Zasedba
- Feliks Žnidarčič: učenec Felix[5]
- Milena Zupančič: učiteljica Jasna[5]
- Meto Jovanovski: cirkuški dreser Mile Konj[5][3]
- Jernej Šugman: šofer Janez[5]
- Erika Sajgál: Marinka[5]
- Judita Zidar[5]
- Janez Hočevar - Rifle: Mariborčan[3][5]
- Polona Juh[5]
- Debrei Denes[5]
- Zoltan Karacsonyi[5]
- Petar Mirčevski[5]
- Metka Trdin: prostitutka[5]
- Lucija Šerbedžija[5]
- Danilo Benedičič[5]
- Jure Ivanušič[12]

## Ekipa
- fotografija: Goran Trbuljak
- glasba: Slavko Avsenik ml.
- montaža: Andrija Zafranović
- scenografija: France Kveder
- kostumografija: Irena Felicijan
- maska: Zora Lemajič[5]

## Festivali
- Film Art Fest. 15. november 1996[5]
- Slovenski filmski maraton 1997
- Festival avtorskega filma Beograd 1997[13][8]

## Nagrade
- Slovenski filmski maraton 1997: nagrada za kostumografijo (obrazložitev: »Tipološko, značajsko, poklicno in nacionalno pisana druščina likov, ki se znajdejo ujeti med uniformirance dveh vojsk, je s kostumografskimi rešitvami opredeljena že na prvi pogled. Barvitost kostumov je skrbno usklajena in ima tudi simbolni pomen.«)[14]